# Dewoitine D.750
 (octobre 2021).
Si vous disposez d'ouvrages ou d'articles de référence ou si vous connaissez des sites web de qualité traitant du thème abordé ici, merci de compléter l'article en donnant les références utiles à sa vérifiabilité et en les liant à la section « Notes et références ».
Le Dewoitine D.750 était un prototype de bombardier-torpilleur français, conçu pour opérer depuis les nouveaux porte-avions prévus pour la Marine Nationale. Bien que le prototype fût achevé, l'invasion du pays par l'Allemagne en juin 1940 mit fin au projet.

## Conception et développement.
En 1937, le Service technique de l'aéronautique émit une demande afin de remplacer les vieux biplans Levasseur PL.7 et Levasseur PL.101, notamment en prévision des futures escadrilles devant équiper les porte-avions de classe Joffre. Tandis que la SNCAO travaillait sur le CAO.600, le projet de la SNCAM aboutit a la création du D.750.
L'avion conçu par l'ancienne équipe Dewoitine était un monoplan entièrement en métal, propulsé par deux moteurs V12 Renault 12R (en) a refroidissement par air. Il était en outre doté d'un train entièrement rétractable et d'une double queue, et embarquait jusqu'à trois membres d'équipage : le bombardier-navigateur était situé dans le nez, le pilote dans la cabine principale, et l'opérateur-radio et mitrailleur était situé derrière.

## Historique
Le ministère de l'Air français commanda deux prototypes du D.750 à la SNCAM, ainsi que deux autres exemplaires du projet concurrent de la SNCAO, le CAO.600. Le premier avion achevé vola pour la première fois le 6 mai 1940, piloté par Marcel Doret. Mais quatre jours plus tard, l'Allemagne lance son attaque contre la France. Lors de la capitulation de la France, le 25 juin suivant, le premier appareil n'avait pas achevé tous ses tests. Le développement de l'avion fut alors abandonné. 

## Caractéristiques techniques
- Équipage : deux ou trois.
- Longueur : 10,39 m.
- Envergure : 15,90 m.
- Poids à vide : 2 917 kg.
- Poids en charge : 4 272 kg en cas de mission de reconnaissance.
- Masse maximale au décollage : 4 492 kg en cas de mission de bombardement.
- Motorisation : 2 moteurs V12 inversés Renault 12R a refroidissement par air de 500 chevaux chacun.
- Hélices : hélice à pas variable Ratier 1716 à 3 pales, diamètre de 4,43 m.
- Armement : 3 mitrailleuses Darne de 7,5 mm ; 1 torpille de 650 kg ou 4 bombes de 150 kg, ou 2 bombes de 225 kg, ou 1 bombe de 450 kg.

Performances
- Vitesse maximale : 357 km/h à 1 500 m d'altitude.
- Vitesse de croisière : 240 km/h à 1 000 m.
- Autonomie : 1 400 km.
- Endurance : 6h.